# Bìm bịp mặt đen
Bìm bịp mặt đen (danh pháp hai phần: Centropus melanops) là một loài chim thuộc chi Bìm bịp, họ Cuculidae.
Bìm bịp mặt đen là loài đặc hữu của Philippin. Môi trường sống tự nhiên của nó là rừng đất thấp ẩm cận nhiệt đới hoặc nhiệt đới.